# Gué Gorand
Gué Gorand est un ruisseau de la Vendée. C'est un affluent du Jaunay et sous-affluent de la Vie.

## Géographie
De 19 km de longueur.